# Round Mountain, British Columbia
Round Mountain är ett berg i Kanada.   Det ligger i provinsen British Columbia, i den sydvästra delen av landet, 3 500 km väster om huvudstaden Ottawa. Toppen på Round Mountain är 1 646 meter över havet, eller 454 meter över den omgivande terrängen. Bredden vid basen är 5,8 km.
Terrängen runt Round Mountain är varierad.Närmaste större samhälle är Squamish, 12,3 km sydväst om Round Mountain. 
I omgivningarna runt Round Mountain växer i huvudsak barrskog. Trakten runt Round Mountain är nära nog obefolkad, med mindre än två invånare per kvadratkilometer.